# Bessoncourt
Ne doit pas être confondu avec Bessancourt ou Bassoncourt.
Bessoncourt est une commune française située dans le département du Territoire de Belfort, la région culturelle et historique de Franche-Comté et la région administrative Bourgogne-Franche-Comté. 
Ses habitants sont appelés les Bessoncourtois.
Proche de l'agglomération de Belfort, cette commune a conservé un caractère villageois.

## Géographie
Sur les 780 hectares du territoire communal, plus d'un tiers sont constitués de forêt (181,62 ha de forêt communale, 126,36 ha de forêt domaniale).
Le territoire de la commune est arrosé par deux petites rivières : La Madeleine et L'Autruche.
Visualisation des coordonnées géographiques 47° 38′ 47″ N, 6° 55′ 59″ E

### Climat
Pour des articles plus généraux, voir Climat de la Bourgogne-Franche-Comté et Climat du Territoire de Belfort.
En 2010, le climat de la commune est de type climat des marges montargnardes, selon une étude du Centre national de la recherche scientifique s'appuyant sur une série de données couvrant la période 1971-2000. En 2020, Météo-France publie une typologie des climats de la France métropolitaine dans laquelle la commune est exposée à un climat semi-continental et est dans la région climatique  Vosges, caractérisée par une pluviométrie très élevée (1 500 à 2 000 mm/an) en toutes saisons et un hiver rude (moins de 1 °C). 
Pour la période 1971-2000, la température annuelle moyenne est de 9,8 °C, avec une amplitude thermique annuelle de 17,4 °C. Le cumul annuel moyen de précipitations est de 1 140 mm, avec 11,8 jours de précipitations en janvier et 10,4 jours en juillet. Pour la période 1991-2020, la température moyenne annuelle observée sur la station météorologique de Météo-France la plus proche, « Novillard_sapc », sur la commune de Novillard à 5 km à vol d'oiseau, est de 10,7 °C et le cumul annuel moyen de précipitations est de 909,2 mm. 
La température maximale relevée sur cette station est de 38 °C, atteinte le 4 août 2022 ; la température minimale est de −18,1 °C, atteinte le 20 décembre 2009,,. 
Les paramètres climatiques de la commune ont été estimés pour le milieu du siècle (2041-2070) selon différents scénarios d'émission de gaz à effet de serre à partir des nouvelles projections climatiques de référence DRIAS-2020. Ils sont consultables sur un site dédié publié par Météo-France en novembre 2022.

## Urbanisme

### Typologie
Au 1er janvier 2024, Bessoncourt est catégorisée bourg rural, selon la nouvelle grille communale de densité à sept niveaux définie par l'Insee en 2022.
Elle est située hors unité urbaine. Par ailleurs la commune fait partie de l'aire d'attraction de Belfort, dont elle est une commune de la couronne,. Cette aire, qui regroupe 91 communes, est catégorisée dans les aires de 50 000 à moins de 200 000 habitants,.

### Occupation des sols
L'occupation des sols de la commune, telle qu'elle ressort de la base de données européenne d’occupation biophysique des sols Corine Land Cover (CLC), est marquée par l'importance des forêts et milieux semi-naturels (43,5 % en 2018), en augmentation par rapport à 1990 (41,8 %). La répartition détaillée en 2018 est la suivante : forêts (43,5 %), zones agricoles hétérogènes (27,3 %), zones urbanisées (7,8 %), terres arables (7,7 %), zones industrielles ou commerciales et réseaux de communication (7 %), prairies (6,7 %). L'évolution de l'occupation des sols de la commune et de ses infrastructures peut être observée sur les différentes représentations cartographiques du territoire : la carte de Cassini (XVIIIe siècle), la carte d'état-major (1820-1866) et les cartes ou photos aériennes de l'IGN pour la période actuelle (1950 à aujourd'hui).

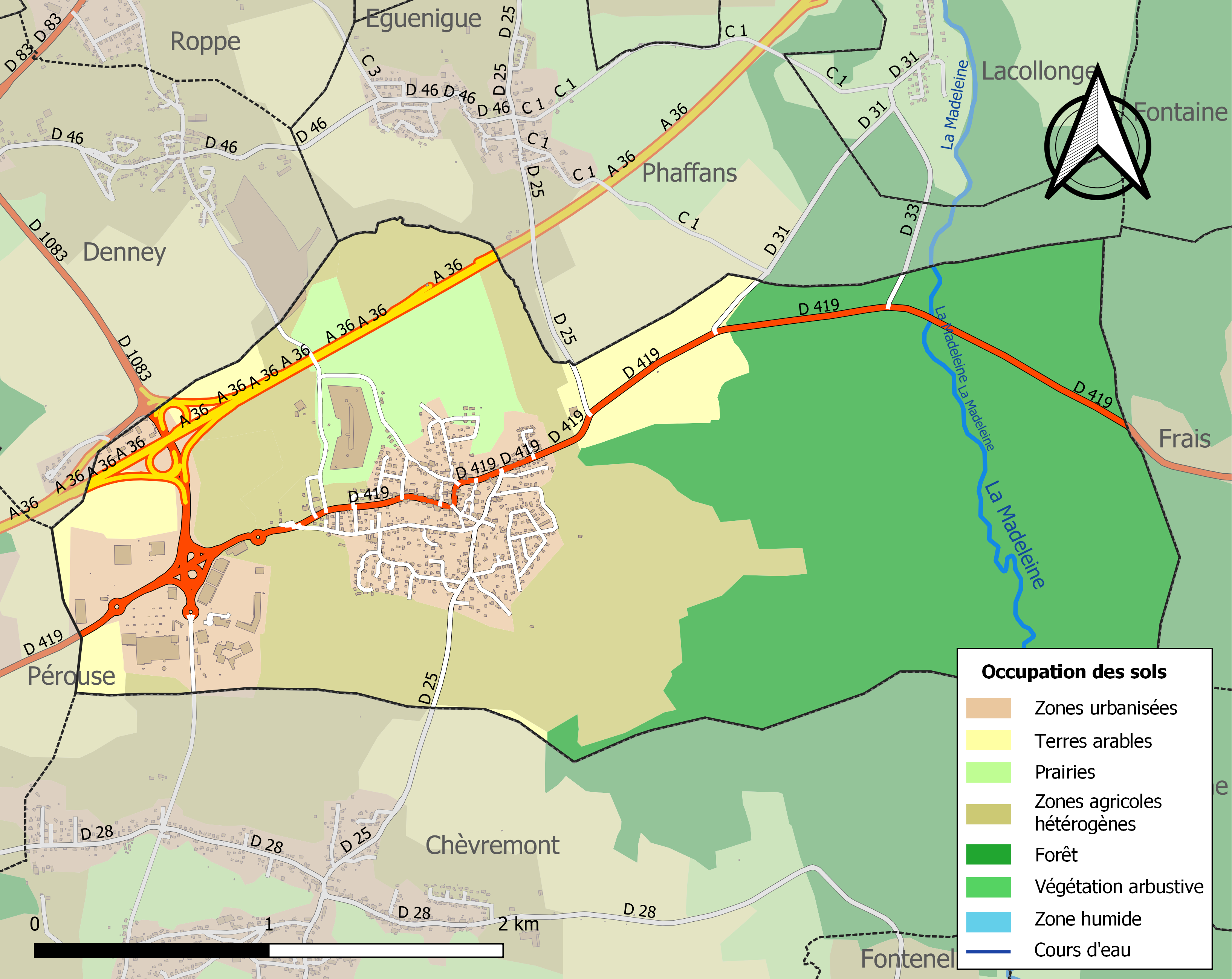
Carte des infrastructures et de l'occupation des sols de la commune en 2018 (CLC).

## Toponymie
- Beyssingen (823), Bussincort (1186), Bussingen (1347), Buschingen (1427), Besching (1576), Bessoncourt (1793).
- En allemand : Bischingen ou Büssingen[13].

## Histoire

### Faits historiques
Si le territoire de la commune est traversé par l'ancienne voie romaine qui reliait Mandeure à Cernay, on ne trouve pas trace de l'existence de Bessoncourt avant le IXe siècle. En effet, un acte de Louis Le Débonnaire du 21 juin 823, nomme Beyssingen comme faisant partie de la dotation attribuée à Maso, fondateur de l'abbaye de Masevaux. On ignore la date de création du village qui était alors situé au lieu-dit Les Près May. Il faut attendre 1344 pour que soit mentionné un lieu habité nommé Buchingen qui semble être une propriété ecclésiastique, mais dépendant alors du chapitre de Belfort.
La tradition locale place la destruction du village en 1618 à la suite d'une épidémie de peste. Les victimes ensevelies au cimetière de Phaffans auraient emprunté pour leur dernier voyage la « via des morts » qui figure d'ailleurs toujours au cadastre. Bien que dépendant de la paroisse de Phaffans, le village possédait en 1655 une chapelle dédiée à saint Vincent. En 1773 existe déjà un cimetière mais ce n'est qu'en 1844 que les habitants, dont le nombre a dépassé 540, disposent de l'église paroissiale actuelle, consacrée à Sainte-Suzanne.
En 1751, François Noblat, représentant du roi, parlait de Bessoncourt en ces termes : « Ce territoire est un des plus étendus du bailliage et des meilleurs pour ses terres ».
Après la construction du fort de 1883 à 1886, si l'activité agricole était toujours prédominante, le village ne comptait pas moins de sept cafés-restaurants.

### Héraldique
| Armes de Bessoncourt | Les armes peuvent se blasonner ainsi : d'azur aux trois couronnes d'or rangées en pal. |

## Politique et administration

### Liste des maires

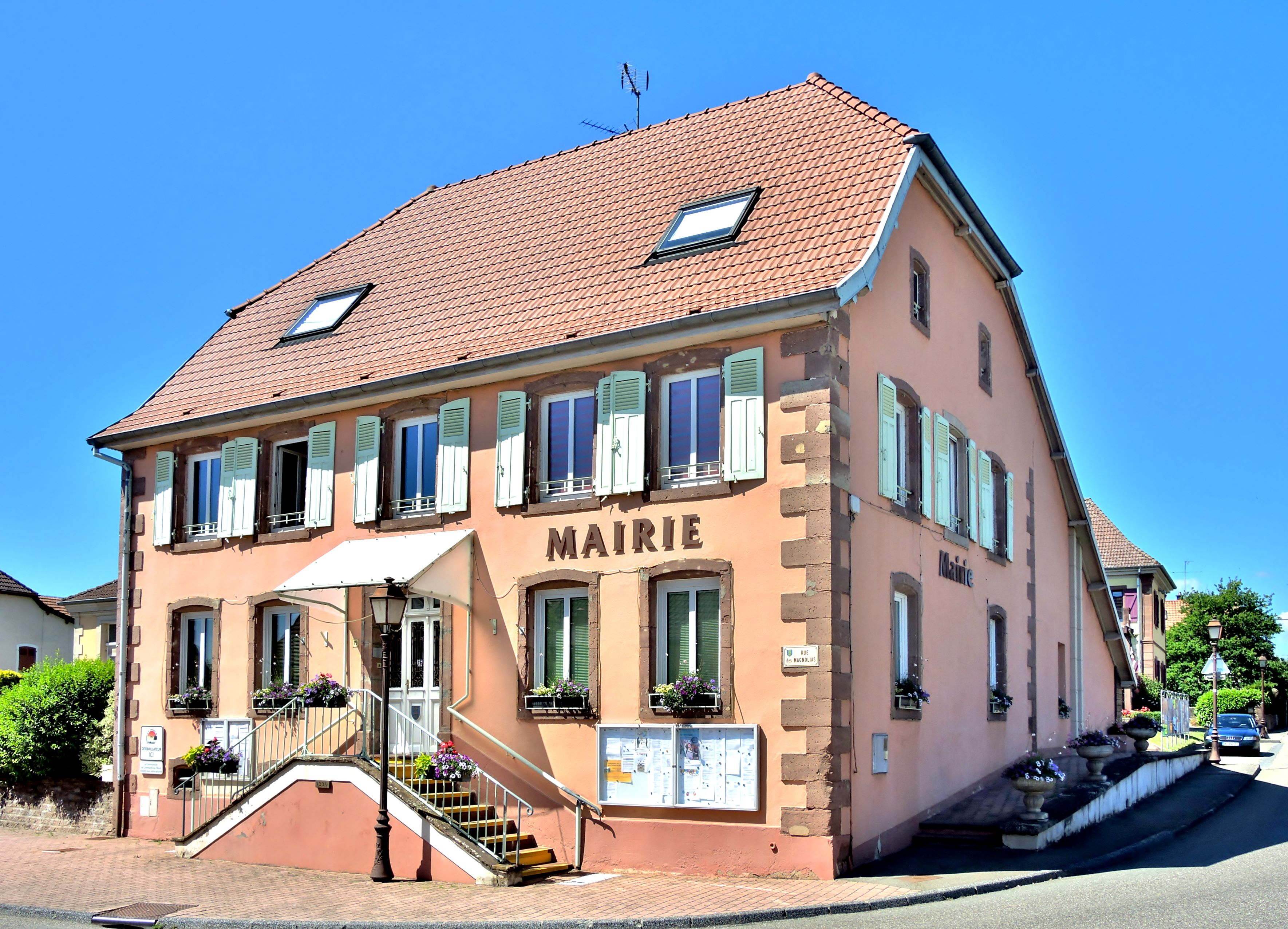
La mairie de Bessoncourt.

| Période                                  | Période  | Identité          | Étiquette | Qualité |
| ---------------------------------------- | -------- | ----------------- | --------- | ------- |
| Les données manquantes sont à compléter. |          |                   |           |         |
| 1970                                     | 1994     | Robert Kilque     |           |         |
| 1995                                     | mai 2020 | Guy Mouillesseaux | PS        |         |
| mai 2020                                 | En cours | Thierry Besançon  |           |         |

En 2014, le maire sortant, Guy Mouillesseaux, arrive en 1re position avec 63,37 % des suffrages exprimés.

### Finances locales
Cette section est consacrée aux finances locales de Bessoncourt de 2000 à 2018.
Les comparaisons des ratios par habitant sont effectuées avec ceux des communes de 500 à 2 000 habitants appartenant à un groupement fiscalisé, c'est-à-dire à la même strate fiscale.
Pour l'exercice 2018, le compte administratif du budget municipal de Bessoncourt s'établit à  2 580 270 € en dépenses et 2 392 470 € en recettes :
- les dépenses se répartissent en 1 339 280 € de charges de fonctionnement et 1 240 990 € d'emplois d'investissement ;
- les recettes proviennent des 1 650 170 € de produits de fonctionnement et de 742 300 € de ressources d'investissement.

Pour Bessoncourt en 2018, la section de fonctionnement se répartit en 1 339 280 €  de charges (1 111 € par habitant) pour 1 650 170 € de produits (1 368 € par habitant), soit un solde de la section de fonctionnement de 310 890 € (258 € par habitant) :
- le principal pôle de dépenses de fonctionnement est celui des charges de personnels[Note 5] pour un montant de 672 000 € (50 %), soit 557 € par habitant, ratio supérieur de 103 % à la valeur moyenne pour les communes de la même strate (274 € par habitant). Sur la période 2014 - 2018, ce ratio fluctue et présente un minimum de 407 € par habitant en 2016 et un maximum de 556 € par habitant en 2018. Viennent ensuite les groupes des achats et charges externes[Note 6] pour 38 %, des subventions versées[Note 7] pour 2 %, des contingents[Note 8] pour 2 % et finalement celui des charges financières[Note 9] pour des sommes négligeables ;
- la plus grande part des recettes est constituée des impôts locaux[Note 10] pour  564 000 € (34 %), soit 467 € par habitant, ratio supérieur de 52 % à la valeur moyenne pour les communes de la même strate (307 € par habitant). Sur la période 2014 - 2018, ce ratio fluctue et présente un minimum de 443 € par habitant en 2016 et un maximum de 478 € par habitant en 2014. Viennent ensuite des autres impôts[Note 11] pour 6 % et de la dotation globale de fonctionnement (DGF)[Note 12] pour 2 %.

La dotation globale de fonctionnement est supérieure (17 %) à celle versée en 2017.
|                                                                                 |
| Valeurs en millier d'euros (k€) · Bessoncourt, Valeur totale : Produits Charges |

|                                                                                   |
| Valeurs en millier d'euros (k€) · Bessoncourt, Valeur totale : Emplois Ressources |

Les taux des taxes ci-dessous sont votés par la municipalité de Bessoncourt. Ils ont varié de la façon suivante par rapport à 2017 :
- la taxe d'habitation quasiment égale 5,68 % ;
- la taxe foncière sur le bâti quasiment égale 11,95 % ;
- celle sur le non bâti quasiment égale 15,09 %.

Les emplois d'investissement en 2018 comprenaient par ordre d'importance :
- des dépenses d'équipement[Note 13] pour un montant de 1 119 000 € (90 %), soit 927 € par habitant, ratio supérieur de 202 % à la valeur moyenne pour les communes de la même strate (307 € par habitant). Depuis 5 ans, ce ratio fluctue et présente un minimum de 155 € par habitant en 2017 et un maximum de 927 € par habitant en 2018 ;
- des remboursements d'emprunts[Note 14] pour une somme de 116 000 € (9 %), soit 96 € par habitant, ratio supérieur de 41 % à la valeur moyenne pour les communes de la même strate (68 € par habitant).

Les ressources en investissement de Bessoncourt se répartissent principalement en :
- nouvelles dettes pour  600 000 € (81 %), soit 498 € par habitant, ratio supérieur de 611 % à la valeur moyenne pour les communes de la même strate (70 € par habitant). En partant de 2014 et jusqu'à 2018, ce ratio augmente de façon continue de 0 € à 497 € par habitant ;
- fonds de Compensation pour la TVA pour une somme de 52 000 € (7 %), soit 43 € par habitant, ratio supérieur de 19 % à la valeur moyenne pour les communes de la même strate (36 € par habitant).

L'endettement de Bessoncourt au 31 décembre 2018 peut s'évaluer à partir de trois critères : l'encours de la dette, l'annuité de la dette et sa capacité de désendettement :
- l'encours de la dette pour une valeur de 746 000 €, soit 619 € par habitant, ratio voisin de la valeur moyenne de la strate. Sur les 5 dernières années, ce ratio fluctue et présente un minimum de 76 € par habitant en 2016 et un maximum de 618 € par habitant en 2018 ;
- l'annuité de la dette pour  124 000 €, soit 103 € par habitant, ratio supérieur de 20 % à la valeur moyenne pour les communes de la même strate (86 € par habitant). Depuis 5 ans, ce ratio fluctue et présente un minimum de 24 € par habitant en 2017 et un maximum de 103 € par habitant en 2018 ;
- la capacité d'autofinancement (CAF) pour une somme de 333 000 €, soit 277 € par habitant, ratio supérieur de 78 % à la valeur moyenne pour les communes de la même strate (156 € par habitant). En partant de 2014 et jusqu'à 2018, ce ratio fluctue et présente un minimum de 229 € par habitant en 2017 et un maximum de 289 € par habitant en 2015. La capacité de désendettement est d'environ 2 années en 2018. Sur une période de 19 années, ce ratio est constant et faible (inférieur à 4 ans)

Les courbes G4a et G4b présentent l'historique des dettes de Bessoncourt.
|                                                                              |
| Valeurs en euros · Bessoncourt, Par habitant : CAF Encours total de la dette |

|                                                                      |
| Valeurs en années · Bessoncourt, : Ratio = Encours de la dette / CAF |

## Population et société

### Démographie
L'évolution du nombre d'habitants est connue à travers les recensements de la population effectués dans la commune depuis 1793. Pour les communes de moins de 10 000 habitants, une enquête de recensement portant sur toute la population est réalisée tous les cinq ans, les populations de référence des années intermédiaires étant quant à elles estimées par interpolation ou extrapolation. Pour la commune, le premier recensement exhaustif entrant dans le cadre du nouveau dispositif a été réalisé en 2005.

En 2022, la commune comptait 1 304 habitants, en évolution de +6,45 % par rapport à 2016 (Territoire de Belfort : −2,78 %, France hors Mayotte : +2,11 %).
| 1793 | 1800 | 1806 | 1821 | 1831 | 1836 | 1841 | 1846 | 1851 |
| ---- | ---- | ---- | ---- | ---- | ---- | ---- | ---- | ---- |
| 465  | 454  | 539  | 504  | 556  | 542  | 531  | 503  | 492  |

| 1856 | 1861 | 1866 | 1872 | 1876 | 1881 | 1886 | 1891 | 1896 |
| ---- | ---- | ---- | ---- | ---- | ---- | ---- | ---- | ---- |
| 454  | 446  | 433  | 406  | 396  | 398  | 477  | 546  | 706  |

| 1901 | 1906 | 1911 | 1921 | 1926 | 1931 | 1936 | 1946 | 1954 |
| ---- | ---- | ---- | ---- | ---- | ---- | ---- | ---- | ---- |
| 548  | 580  | 529  | 308  | 311  | 302  | 283  | 282  | 298  |

| 1962 | 1968 | 1975 | 1982 | 1990 | 1999 | 2005 | 2006 | 2010 |
| ---- | ---- | ---- | ---- | ---- | ---- | ---- | ---- | ---- |
| 306  | 268  | 346  | 508  | 805  | 940  | 926  | 915  | 926  |

| 2015  | 2020  | 2022  | - | - | - | - | - | - |
| ----- | ----- | ----- | - | - | - | - | - | - |
| 1 177 | 1 302 | 1 304 | - | - | - | - | - | - |

La proximité de Belfort explique l'expansion démographique.

### Santé
L'hôpital le plus proche est l'hôpital Nord Franche-Comté situé entre Belfort et Montbéliard, à Trévenans,.

## Lieux et monuments
Patrimoine religieux

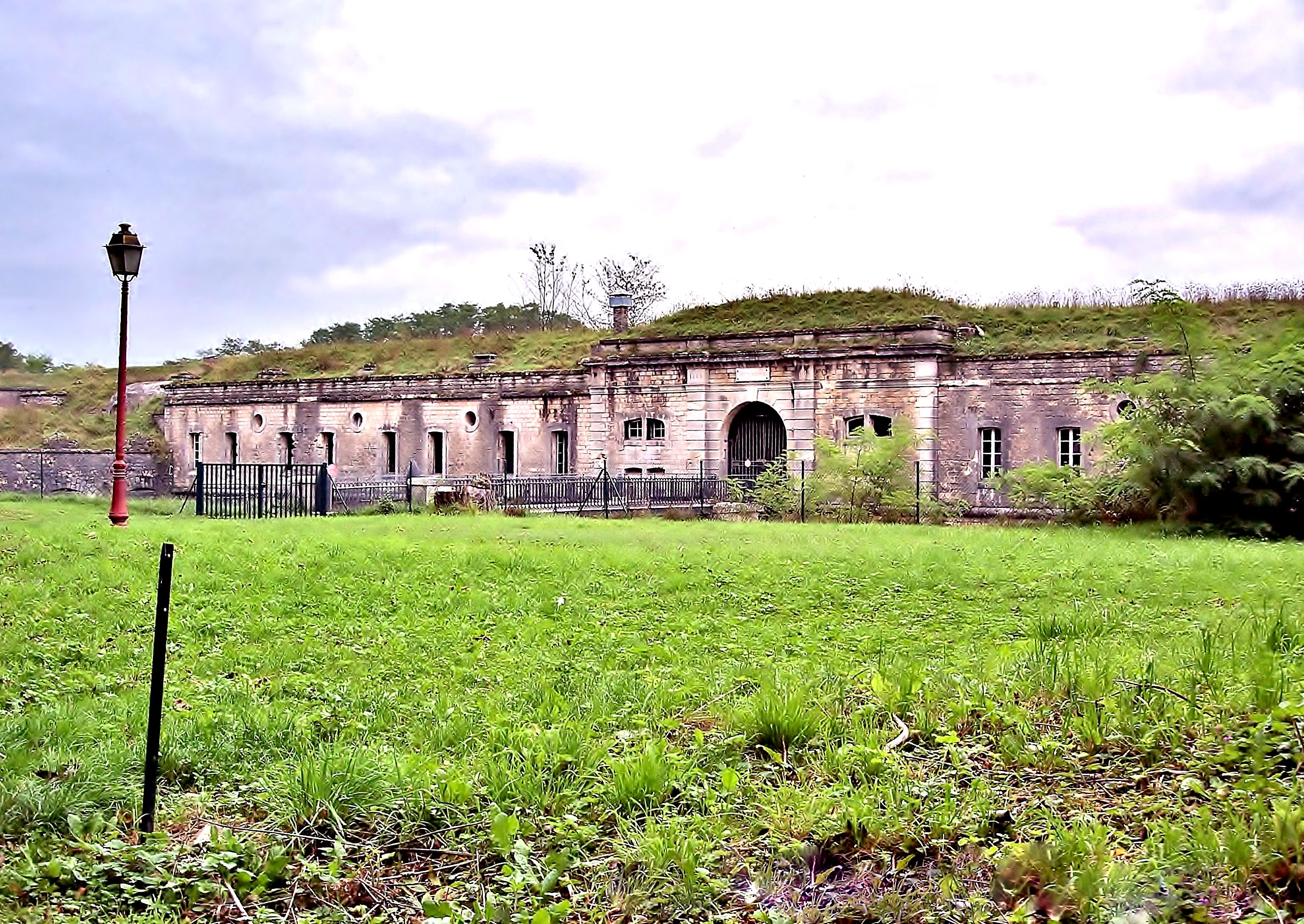
Fort de Sénarmont.

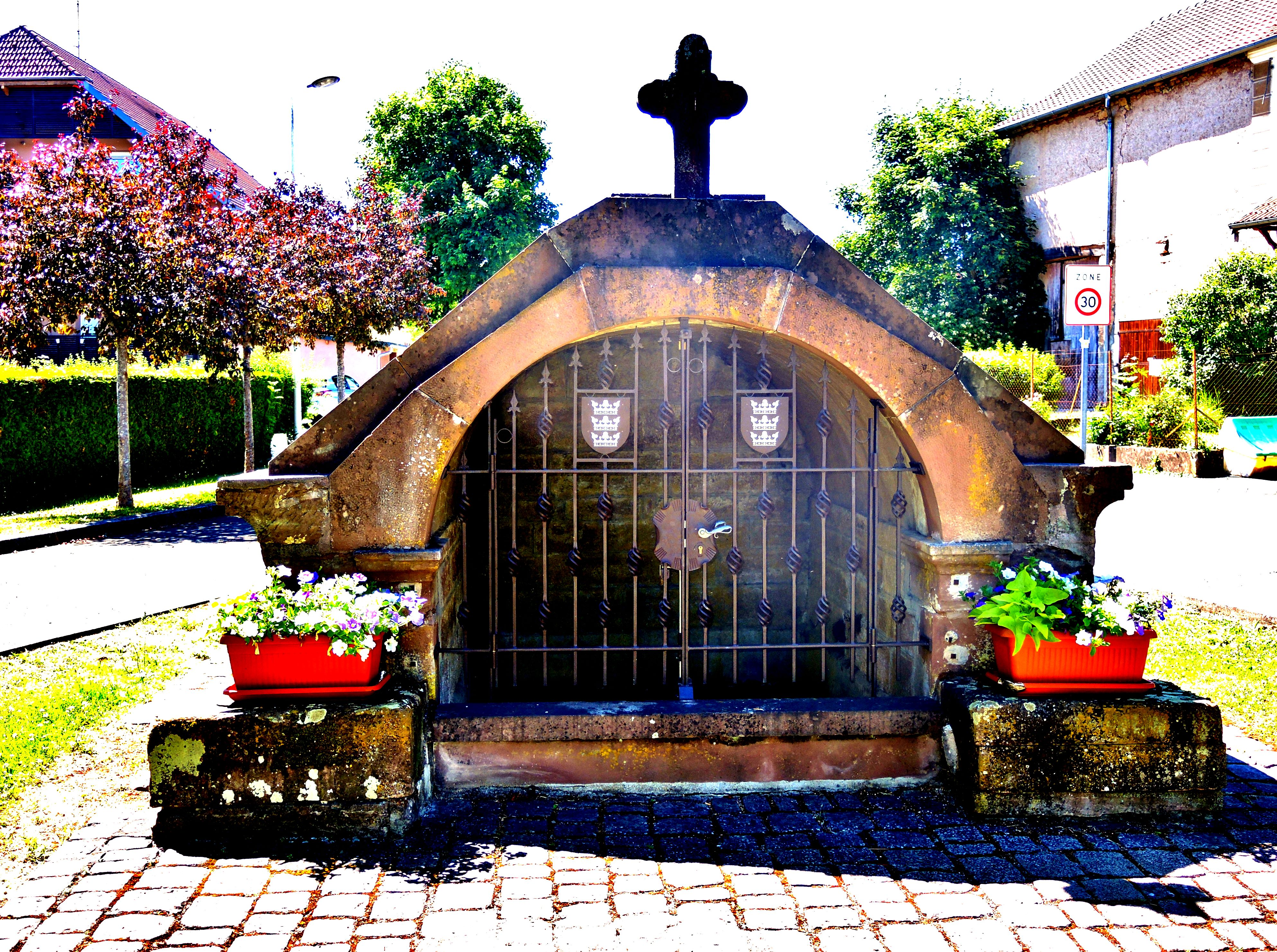
Source-fontaine, au centre du village.

- L'église Sainte-Suzanne du XIXe siècle en grès rose des Vosges possédant un jeu d'orgues Verschneider.

Patrimoine civil
- Une petite fontaine, vestige de l'ancien lavoir de la commune, rénovée, elle est classée monument historique.

Patrimoine militaire
- Le fort de Bessoncourt fait partie de la ceinture des fortifications de Belfort. Les casernes extérieures à son enceinte, aujourd'hui disparue, permettent d'héberger en temps de guerre 700 à 800 hommes. Il ne connut guère l'épreuve du feu. En 1914, il sert d'hôpital. Durant l'entre-deux-guerres, différents régiments y tiennent garnison, puis il sert de dépôt de munitions, d'abord pour les Allemands durant l'occupation puis jusqu'en 1969 pour l'armée française. Il fut ensuite propriété de la protection civile, puis la commune en a fait l'acquisition en 1993 afin de l'entretenir et de mettre des salles à dispositions des habitants de la commune.

## Pour approfondir